# EINA, Centro Universitario de Diseño y Arte de Barcelona
EINA, Centro Universitario de Diseño y Arte de Barcelona (llamada anteriormente Eina, Escuela de Diseño y Arte y también conocida simplemente como EINA) es un centro universitario privado de diseño y arte. Fundado en el año 1967  en Barcelona, fue una de las primeras escuelas de diseño de España. Desde 1994, es un centro adscrito a la Universidad Autónoma de Barcelona. Considerado como uno de los 50 mejores centros de enseñanza de diseño de Europa según la revista Domus., ha recibido diferentes distinciones como la medalla de plata del Fomento de las Artes y el Diseño (1983), la Premio Cruz de San Jorge en 1987, de la Generalidad de Cataluña o el Premio Habitácola'88 a la mejor orientación pedagógica otorgado por el ARQ-INFAD.
Actualmente, está organizada como fundación privada no lucrativa que tiene como objetivo principal la enseñanza del arte y el diseño, el fomento de la creación y del debate cultural. 